# Everline
Az Everline (hangul: 에버라인, Eborain, RR: Ebeorain) Jongin (Yongin) városában, a Szöuli Fővárosi Területen közlekedő könnyűmetró, melyet 2013-ban adtak át. A rendszer a New York-i AirTrain JFKhoz hasonló, és Bombardier Advanced Rapid Transit járműveket használ. A vonalról át lehet szállni a szöuli metró Pundang (Bundang) vonalára Kihung (Giheung) állomásnál.

## Története
A vonal 889,8 millió dollárba került, BOT finanszírozási modellben épült meg, azonban a kezdeti várakozásokat alulmúlta a vonal kihasználtsága, az első egy hónapban naponta átlagosan 9421 ember utazott a vonalon, a korábban előrevetített napi 32 000 utassal szemben.
A vonal ötlete 1996-ban született, 2005-ben kezdték építeni a vonalat és 2010-ben fejezték be, a megnyitást azonban többször is elhalasztotta az építő cég. A vállalat rosszul számolta ki a lehetséges utasszámot, amiben közrejátszott, hogy a környéken zajló építkezések miatt arra számítottak, hogy jelentősen megnő a vonal környezetében lévő városrészek népessége, azonban 2012-re csak a betelepülések 69%-a történt meg. Ezen kívül a szöuli fővárosi közlekedéspolitika is változott időközben, például bevezették a kedvezményes transzferdíjakat és a gyorssávokat a távolsági buszok számára, ami miatt a buszközlekedés jelentős versenytárssá vált a könnyűmetró számára. A kezdeti kihasználatlanság egyik oka az volt, hogy az expresszbuszokkal olcsóbb és gyorsabb volt a bejutás a fővárosba, mint a könnyűmetróval.
A problémát 2014-ben megoldották, amikor bevezették az egységes tömegközlekedési tarifát, azóta naponta több mint 30 000 utas használja a vonalat.

## Állomások
| Áll. # | Neve átírva                          | Hangul         | Handzsa (Hanja) | Átszállás               | Hely                                | Hely                   |  |
|        |                                      |                |                 |                         |                                     |                        |  |
| Y110   | Kihung (Giheung)                     | 기흥           | 器興            | Pundang (Bundang) vonal | Jongin (Yongin), Kjonggi (Gyeonggi) | Kihung-ku (Giheung-gu) |  |
| Y111   | Kangnam (Gangnam) Egyetem            | 강남대         | 江南大          |                         | Jongin (Yongin), Kjonggi (Gyeonggi) | Kihung-ku (Giheung-gu) |  |
| Y112   | Csiszok (Jiseok)                     | 지석           | 支石            |                         | Jongin (Yongin), Kjonggi (Gyeonggi) | Kihung-ku (Giheung-gu) |  |
| Y113   | Odzsong (Eojeong)                    | 어정           | 御停            |                         | Jongin (Yongin), Kjonggi (Gyeonggi) | Kihung-ku (Giheung-gu) |  |
| Y114   | Tongbek (Dongbaek)                   | 동백           | 東栢            |                         | Jongin (Yongin), Kjonggi (Gyeonggi) | Kihung-ku (Giheung-gu) |  |
| Y115   | Cshodang (Chodang)                   | 초당           | 草堂            |                         | Jongin (Yongin), Kjonggi (Gyeonggi) | Kihung-ku (Giheung-gu) |  |
| Y116   | Szamga (Samga)                       | 삼가           | 三街            |                         | Jongin (Yongin), Kjonggi (Gyeonggi) | Cshoin-ku (Cheoin-gu)  |  |
| Y117   | Városháza– Jongin (Yongin) Egyetem   | 시청· 용인대   | 市廳 龍仁大     |                         | Jongin (Yongin), Kjonggi (Gyeonggi) | Cshoin-ku (Cheoin-gu)  |  |
| Y118   | Mjongdzsi (Myeongji) Egyetem         | 명지대         | 明知大          |                         | Jongin (Yongin), Kjonggi (Gyeonggi) | Cshoin-ku (Cheoin-gu)  |  |
| Y119   | Kimnjangdzsang (Gimnyangjang)        | 김량장         | 金良場          |                         | Jongin (Yongin), Kjonggi (Gyeonggi) | Cshoin-ku (Cheoin-gu)  |  |
| Y120   | Stadion– Szongdam (Songdam) Főiskola | 운동장· 송담대 | 運動場 松潭大   |                         | Jongin (Yongin), Kjonggi (Gyeonggi) | Cshoin-ku (Cheoin-gu)  |  |
| Y121   | Kodzsin (Gojin)                      | 고진           | 古陳            |                         | Jongin (Yongin), Kjonggi (Gyeonggi) | Cshoin-ku (Cheoin-gu)  |  |
| Y122   | Pophjong (Bopyeong)                  | 보평           | 洑坪            |                         | Jongin (Yongin), Kjonggi (Gyeonggi) | Cshoin-ku (Cheoin-gu)  |  |
| Y123   | Tundzson (Dunjeon)                   | 둔전           | 屯田            |                         | Jongin (Yongin), Kjonggi (Gyeonggi) | Cshoin-ku (Cheoin-gu)  |  |
| Y124   | Csonde (Jeondae) –Everland           | 전대· 에버랜드 | 前垈 에버랜드   |                         | Jongin (Yongin), Kjonggi (Gyeonggi) | Cshoin-ku (Cheoin-gu)  |  |
|        |                                      |                |                 |                         |                                     |                        |  |